# Vystavkovy tsentr (metrostation)
Vystavkovy tsentr (Oekraïens: Виставковий центр) is een station van de metro van Kiev dat op 27 december 2011 is geopend.